# جورج هنري
جورج هنري (بالإنجليزية: George Henry)‏ (و. 1858 – 1943 م) هو رسام إسكتلندي، كان عضوًا في الأكاديمية الملكية للفنون، توفي في إسكتلندا، عن عمر يناهز 85 عاماً.

## التعليم
تعلم في مدرسة غلاسكو للفنون.